# Rafael Kužnik
Rafael Kužnik, slovenski politik, poslanec in elektroinštaler, * 1. januar 1958.

## Življenjepis
Leta 1992 je bil izvoljen v 1. državni zbor Republike Slovenije; v tem mandatu je bil član naslednjih delovnih teles:
- Komisija za evropske zadeve,
- Komisija po Zakonu o nezdružljivosti opravljanja javne funkcije s pridobitno dejavnostjo,
- Komisija za narodni skupnosti,
- Odbor za gospodarstvo,
- Odbor za infrastrukturo in okolje,
- Odbor za zdravstvo, delo, družino in socialno politiko,
- Odbor za obrambo in
- Preiskovalna komisija za parlamentarno preiskavo o vpletenosti in odgovornosti javnih funkcij v zvezi z najdbo orožja na mariborskem letališču.